# Szegélyt tartalmazó zászlók képtára
Ez a galéria szegélyt ábrázoló zászlókat mutat be.

Alt Empordà
Argentin tengerészeti orr-árbóc zászló
Barranquilla, Kolumbia
Berguedà
Az NDK államtanácsának elnökének zászlaja
A Kínai Köztársaság Hadseregének zászlaja
Gijón
Guam zászlaja
Grenada zászlaja
Olaszország elnökének zászlaja
Maldív-szigetek zászlaja
Máltai tengerészeti orr-árbóc zászló
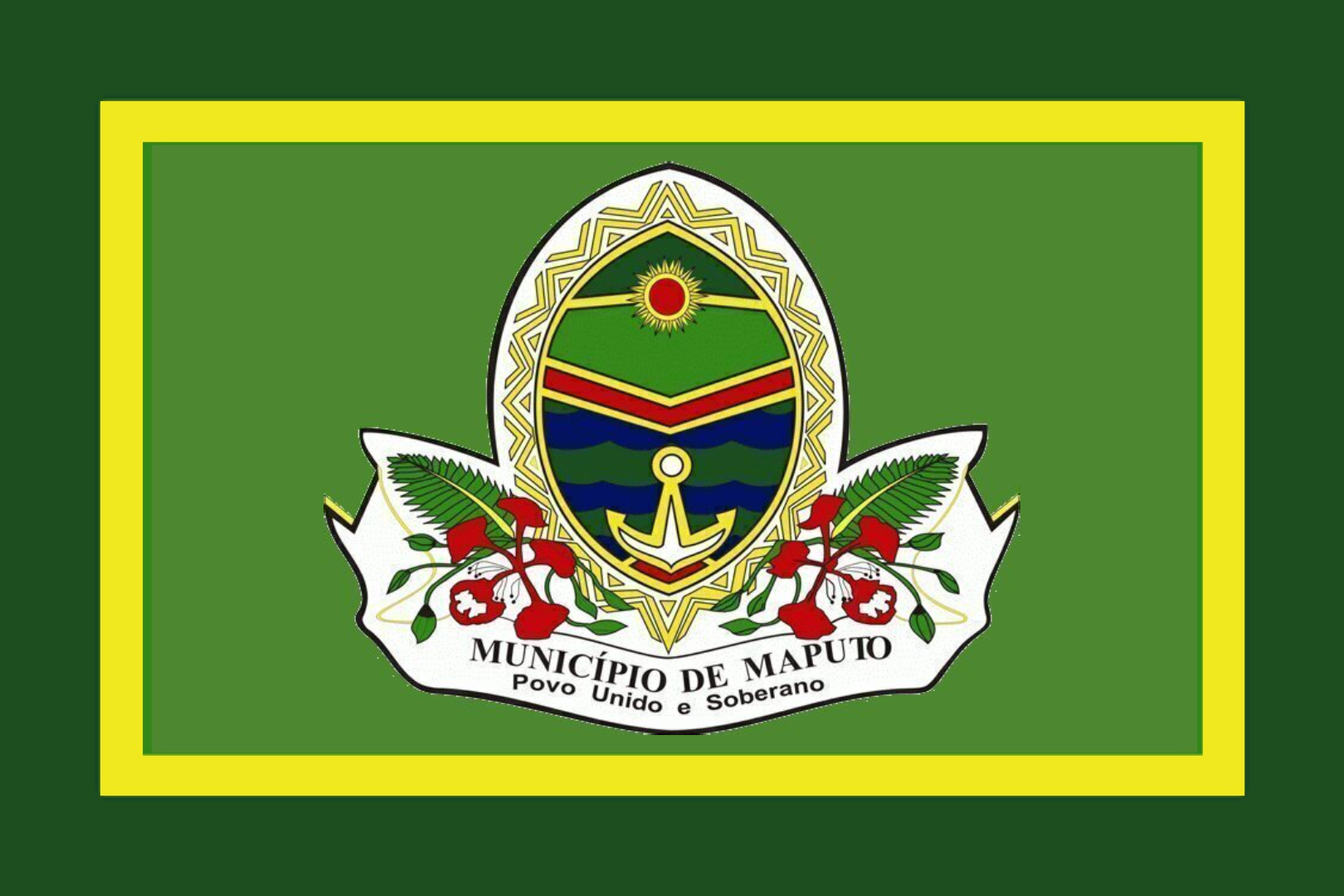
Maputo, Mozambik
Montenegró zászlaja
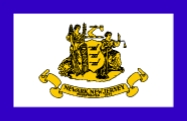
Newark, New Jersey
Piemont
Québec (város)
Üdvhadsereg
San Francisco, Kalifornia
Savannah, Georgia
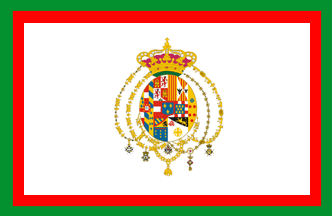
2. Szicíliai Királyság
Srí Lanka zászlaja
Terengganu
Tibet zászlaja
ICS zászló whiskey
Wyoming zászlaja